# Emil Rudolf Weiss
Emil Rudolf Weiss (Weiß en alemán, Lahr, Baden, 12 de octubre de 1875 - Meersburg, 7 de noviembre de 1942) fue un pintor, tipógrafo, medallista, artista gráfico, pintor, profesor y poeta alemán.

## Biografía

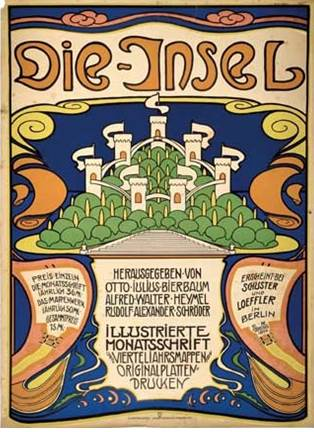
Cartel del teatro Die Insel, Karlsruhe

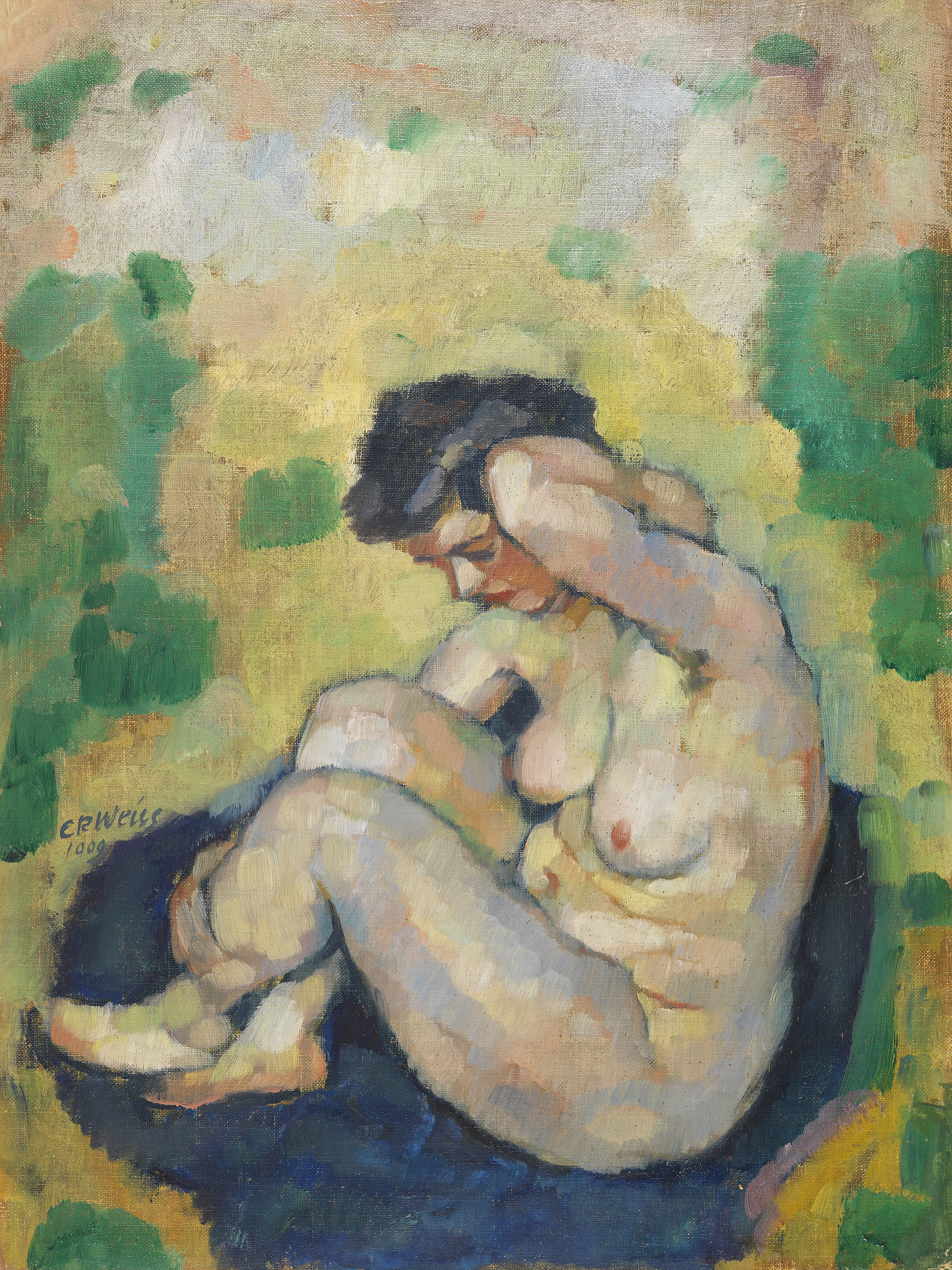
Desnudo

Su padre era policía y creció en Breisach y Baden-Baden. De 1893 a 1896 estudió en la Academia de Bellas Artes de Karlsruhe con Robert Poetzelberger. En 1895 publicó su primer álbum de obras y un volumen de poesía lírica. Tras dejar Karlsruhe, estudió en la Academia Julian de París. Junto con Félix Vallotton, ilustró un libro de calendario llamado Der bunte Vogel (El pájaro de colores).
Regresó a Karlsruhe antes de ir a Stuttgart, donde trabajó con Hans Thoma y Leopold Graf von Kalckreuth. En 1899 volvió a París con su amigo Karl Hofer. De 1902 a 1909 disfrutó del patrocinio del industrial suizo Theodor Reinhart. Durante ese tiempo, también diseñó tarjetas coleccionables para la empresa de chocolate Stollwerck. En 1903 se casó con la cantante Johanna Schwan.

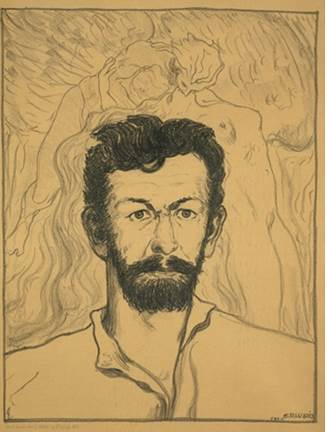
Retrato de Richard Dehmel.

Después de su matrimonio, Karl Ernst Osthaus lo contrató en la escuela de pintura de los Museos Folkwang de Hagen. También participó en el diseño de libros para la editorial S. Fischer Verlag. En 1904 participó en la primera exposición de la Deutscher Künstlerbund en el museo Staatliche Antikensammlungen y proporcionó ilustraciones para Der Buntscheck, un libro infantil de Richard Dehmel. En 1907, por recomendación de Bruno Paul, fue destinado al centro de enseñanza del Kunstgewerbemuseum de Berlín y se unió a la Secesión de Berlín.

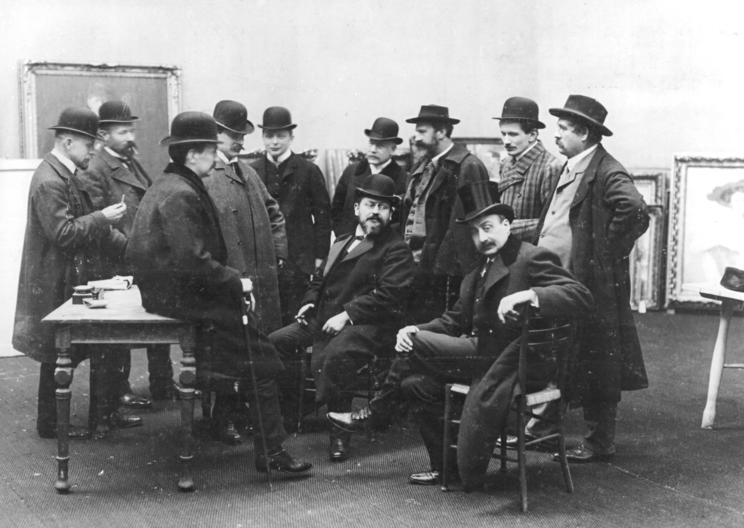
Jurado de la exposición de la Secesión de Berlín, 1908, con Emil Rudolf Weiss (de pie, segundo desde la derecha). También de izquierda a derecha: Fritz Klimsch, August Gaul, Walter Leistikow, Hans Baluschek, Paul Cassirer, Max Slevogt (sentado), George Mosson (de pie), Max Kruse (de pie), Max Liebermann (sentado), Lovis Corinth (de pie)

Fue nombrado profesor en la escuela del Kunstgewerbemuseum en 1910, donde enseñó pintura decorativa y dibujo hasta 1933. Se divorció de Johanna en 1914 y fue reclutado para el ejército en 1917, aunque rápidamente fue despedido del servicio debido a un problema cardíaco. Ese mismo año se casó con la escultora Renée Sintenis.
Se convirtió en miembro de la Academia de las Artes de Prusia en 1922. Dos años más tarde, diseñó el reverso de las nuevas monedas de 1, 2, 3 y 5 Reichsmark. Varios editores colaboraron en la realización de un Festschrift con motivo de su quincuagésimo cumpleaños.

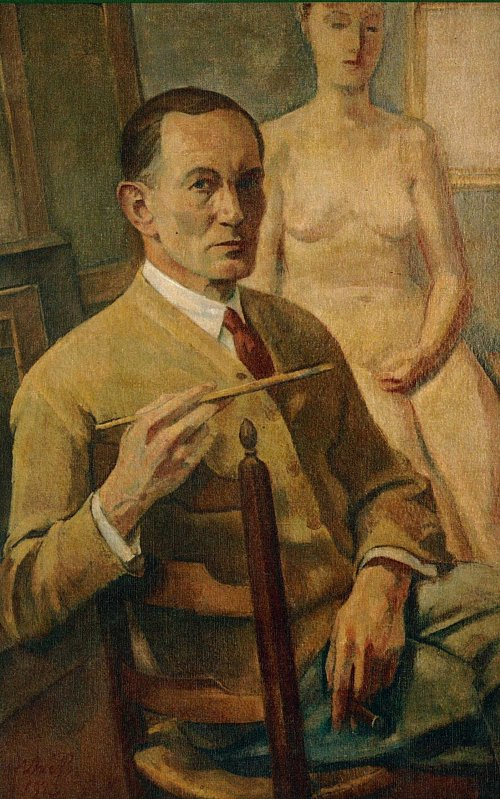
Autorretrato (sin fecha)

También creó numerosas fuentes tipográficas, entre ellas: Weiß- Fraktur (1913), Weiß- Antiqua (1928, diseñada para Bauer Type Foundry), Weiß- Gótica (1936) y Weiß- Rotunda (1937); aunque solo unas pocas de ellas (Antiqua por ejemplo) todavía están en uso. Su obra también formó parte del evento de pintura en el concurso de arte de los Juegos Olímpicos de Verano de 1928.
En 1933, el régimen nazi revocó su Lehramt (credenciales de enseñanza) y se retiró a su casa en Baden-Baden, en donde se concentró en la escritura. En 1936 participó en la última exposición anual de la Deutscher Künstlerbund en Hamburgo, que fue clausurada por la «Reichskammer der bildenden Künste», una división de la Reichskulturkammer. Al año siguiente fue expulsado de la Academia de las Artes.[cita requerida]
Falleció el 7 de noviembre de 1942 en Meersburg, a la edad de 67 años, tras sufrir un infarto y fue enterrado, a petición suya, en Bernau. En Friburgo de Brisgovia se celebró una exposición conmemorativa tras su liberación en 1944. Muchas de sus obras se perdieron durante la guerra.

## Otras lecturas
- Bárbara Stark: Emil Rudolf Weiss 1875–1942; Malerei, Graphik, Buch- und Schriftgestaltung . Galería de la ciudad, Sindelfingen, 1992ISBN 3-928222-08-2
- Catálogo de la exposición, Eros, Traum und Tod. Zwischen Symbolismus und Expressionismus. Los hermanos Grafik de Karl Hofer, Wilhelm Laage y Emil Rudolf Weiß , Galería Wessenberg, Imhof Verlag, 2012ISBN 978-3-86568-772-2
- ER WEISS : la tipografía de un artista Archivado el 18 de octubre de 2017 en Wayback Machine. por Gerald Cinamon @ Incline Press